# Eva Schwarcz
Eva Schwarcz (geboren als Eva Baruch am 20. Februar 1919 in Berlin; gestorben am 25. April 1966 in Freiburg im Breisgau) war eine deutsche Theater- und Filmschauspielerin sowie Dramaturgin und Regisseurin. 

## Leben
Die gebürtige Eva Baruch erhielt von 1935 bis 1937 bei Ilka Grüning Schauspielunterricht. Als Jüdin von Kulturbetrieb an klassischen deutschen Theatern ausgeschlossen, gab sie ihren Einstand 1937 an einer Spielstätte des Kulturbunds Deutscher Juden. Hier reüssierte die 18-Jährige in den kommenden Monaten vor allem in Inszenierungen Fritz Wistens (Der Golem, Zweikampf der Liebe, Viel Lärm um nichts, Kap der Guten Hoffnung). Nach einem Jahr entschied sich Eva Schwarcz zur Flucht aus Deutschland.
Sie übersiedelte noch 1938 nach Schanghai und setzte dort ihr Bühnenarbeit mit ihrer Mitwirkung in Stücken wie Nathan der Weise, Last Hope, Sturm im Wasserglas, Delila, Hans Huckebein und Fremde Erde fort. 1942 verließ die Deutsche das mittlerweile von den Japanern besetzte Land und floh weiter nach Australien, wo Schwarcz ihre Bühnenarbeit am Englischen Theater von Melbourne fortsetzte. 1947 kehrte die Künstlerin nach (Ost-)Deutschland zurück und wirkte ab 1951 als Regieassistentin, Dramaturgin und Regisseurin an Ost-Berliner (Deutsches Theater) und DDR-Bühnen wie beispielsweise in Wittenberg und Staßfurt. Außerdem arbeitete sie an Rundfunksendungen mit. Bis zur Übersiedelung in die Bundesrepublik im März 1961 trat Schwarcz mit winzigen Rollen auch in der einen oder anderen Kino- und Fernsehproduktion auf. Die Schauspielerin starb im Alter von nur 47 Jahren.

## Filme
- 1951: Die Meere rufen
- 1960: Guten Tag, lieber Tag
- 1961: Urlaub ohne Dich
- 1961: Gewissen in Aufruhr